# Brian Kelly (football américain)
Ne doit pas être confondu avec Brian Kelly.
Brian Keith Kelly, né le 25 octobre 1961 à Everett dans le Massachusetts, est un entraîneur et joueur de football américain.
Depuis 2021, il est l'entraîneur principal des Tigers de l'université d'État de Louisiane évoluant dans la Division I (NCAA) Football Bowl Subdivision (FBS).
Kelly a auparavant été entraîneur principal de l'université d'État de Grand Valley (1991–2003), des Chippewas de Central Michigan (2004–2006), des Bearcats de Cincinnati (2007–2009) et du Fighting Irish de Notre Dame (2010-2021).

## Sa jeunesse
Kelly est né à Everett dans le Massachusetts aux États-Unis. Il est élevé dans une famille catholique de souche irlandaise à Chelsea.
Il intègre l'école préparatoire de St. John de Danvers dans le Massachusetts. Son  père était un homme politique de la ville de Boston.
Il joue comme linebacker pendant quatre ans dans l'équipe de l'Université d'Assumption à Worcester dans le Massachusetts. Après y avoir obtenu son graduat en sciences politiques en 1983, il y devient en 1983 et jusqu'en 1986, entraîneur des linebackers et entraîneur défensif de l'équipe de football américain. Il entraîne également l'équipe de softball de l'université.

## Grand Valley State
Kelly rejoint l'Université de Grand Valley State en 1987 comme assistant et entraîneur défensif de l'entraîneur principal Tom Beck. Il devient coordinateur défensif et coordinateur du recrutement en 1989. Il passe ensuite entraîneur principal en 1991.
Lors de ses trois dernières saison à la tête des Lakers de Grand Valley State, il remporte 41 matchs pour seulement 2 défaites (dont 20 victoires consécutives).
En 2002, ils obtiennent un bilan de 14 victoires sans défaite et gagnent leur premier championnat national de Division II NCAA. Ils rééditent l'exploit en 2003 mais affiche un bilan de 14 victoires pour 1 défaite.
Kelly est élu entraîneur de l'année par l'association des entraîneurs de football américain (AFCA) de Division II NCAA en 2002 et 2003.
Pendant son mandat de 13 années à Grand Valley State, les Lakers vont gagner 5 titres de conférence GLIAC (Great Lakes Intercollegiate Athletics Conference) et apparaître à 6 reprises dans les playoffs de la Division II NCAA. L'équipe terminera toujours au moins à la 3e place dans sa conférence à l'exception de la saison 1999.
L'équipe alignée en saison 2001 établira 77 records cumulés au sein de son université, de la NCAA Div II et de la conférence GLIAC dont le record de points inscrit en moyenne par match de la Div. II NCAA (58,4 points/match).
Son bilan à la tête des Lakers se solde par 118 victoires, 35 défaites et 2 nuls.

## Central Michigan
Kelly devient le 24e entraîneur principal des Chippewas de Central Michigan évoluant en Division I FBS de la NCAA après le départ de Mike DeBord en fin de saison 2003.
Kelly hérite d'une équipe ayant peu connu de succès. Lors des 4 saisons précédentes, les Chippewas n'avaient gagné qu'à une seule reprise plus de 3 matchs sur une saison (4 victoires en 11 matchs en 2004).
Lors de sa seconde année à la tête de l'équipe, Kelly affiche un bilan de 6 victoires pour 5 défaites (la première saison positive depuis 7 saisons).
Lors de sa 3e saison, le bilan est de 9 victoires pour 4 défaites. L'équipe remporte la conférence MAC et se qualifie pour le Motor City Bowl.
Après la fin de saison 2006, Kelly accepte le poste d'entraîneur principal des Bearcats de Cincinnati, trois jours seulement après avoir de nouveau remporté la conférence MAC. C'est Jeff Quinn qui sera nommé comme intérimaire pour diriger l'équipe qualifiée pour son second Motor City Bowl consécutif.
Le bilan de Kelly durant ses 3 années à la tête de Central Michigan sera de 19 victoires pour 16 défaites.

## Cincinnati
Kelly est nommé entraîneur principal des Bearcats de Cincinnati le 3 décembre 2006 à la suite du départ de Mark Dantonio.
Inhabituellement, la direction de Cincinnati décide de ne pas nommer d’entraîneur intérimaire pour diriger le bowl pour lequel les Bearcats avaient été qualifiés sous la direction de Dantonio. C'est donc Kelly qui dirigera l'International Bowl 2007. Pour ce faire, Kelly est rejoint par la plupart des membres de son staff lesquels avaient dirigé l'équipe des Chippewas de Central Michigan lors du Motor City Bowl 2006 (victoire le 26 décembre 2006 contre Blue Raiders de Middle Tennessee, 31 à 14). Le 6 janvier 2007, Kelly remporte l'International Bowl, 27 à 24 contre les Broncos de Western Michigan.
Cette victoire permet à Kelly d'avoir vaincu la même équipe deux fois sur la saison mais comme entraîneur de deux équipes différentes, Central Michigan ayant battu Western Michigan 31–7 plus tôt en saison régulière.
Lors de sa première saison complète à Cincinnati, Kelly obtient 10 victoires au sein de la Big East Conference soit le meilleur résultat depuis 1949 et le deuxième meilleur résultat de tous les temps de l'équipe. Les Bearcats intègrent le Top 25. Kelly est désigné entraîneur de l'année de la Conférence Big East. Il remporte 31 à 21 le PapaJohns.com Bowl 2007 en battant les Golden Eagles de Southern Miss.
En 2008, Kelly remporte brillamment la conférence Big East avec de belles victoires sur les Mountaineers de la Virginie-Occidentale et les Panthers de Pittsburgh. Kelly devient le premier entraîneur des Bearcats à remporter les trois trophées en déplacement que sont le Victory Bell (contre Miami), le Keg of Nails (Louisville), et le River City Rivalry Trophy (Pittsburgh). Après la saison régulière, le 1er janvier 2009, ils perdent 20 à 7 l'Orange Bowl contre les champions de l'ACC, les Hokies de Virginia Tech.
Après avoir commencé la saison 2009 non classés, les Bearcats de Kelly remportent 12 matchs consécutifs terminant la saison invaincus. Ils apparaissent dès lors classé no 3 au ranking BCS avant les bowls. Ils sont invités au Sugar Bowl 2010 pour y rencontrer les Gators de la Floride. Cependant, Kelly s'étant déjà engagé pour devenir entraîneur principal de Notre Dame, il ne dirige pas les Bearcats pour ce match qu'ils perdent 51 à 24.
Kelly termine son mandat à Cincinnati avec un bilan de 34 victoires pour 6 défaites.

## Notre Dame

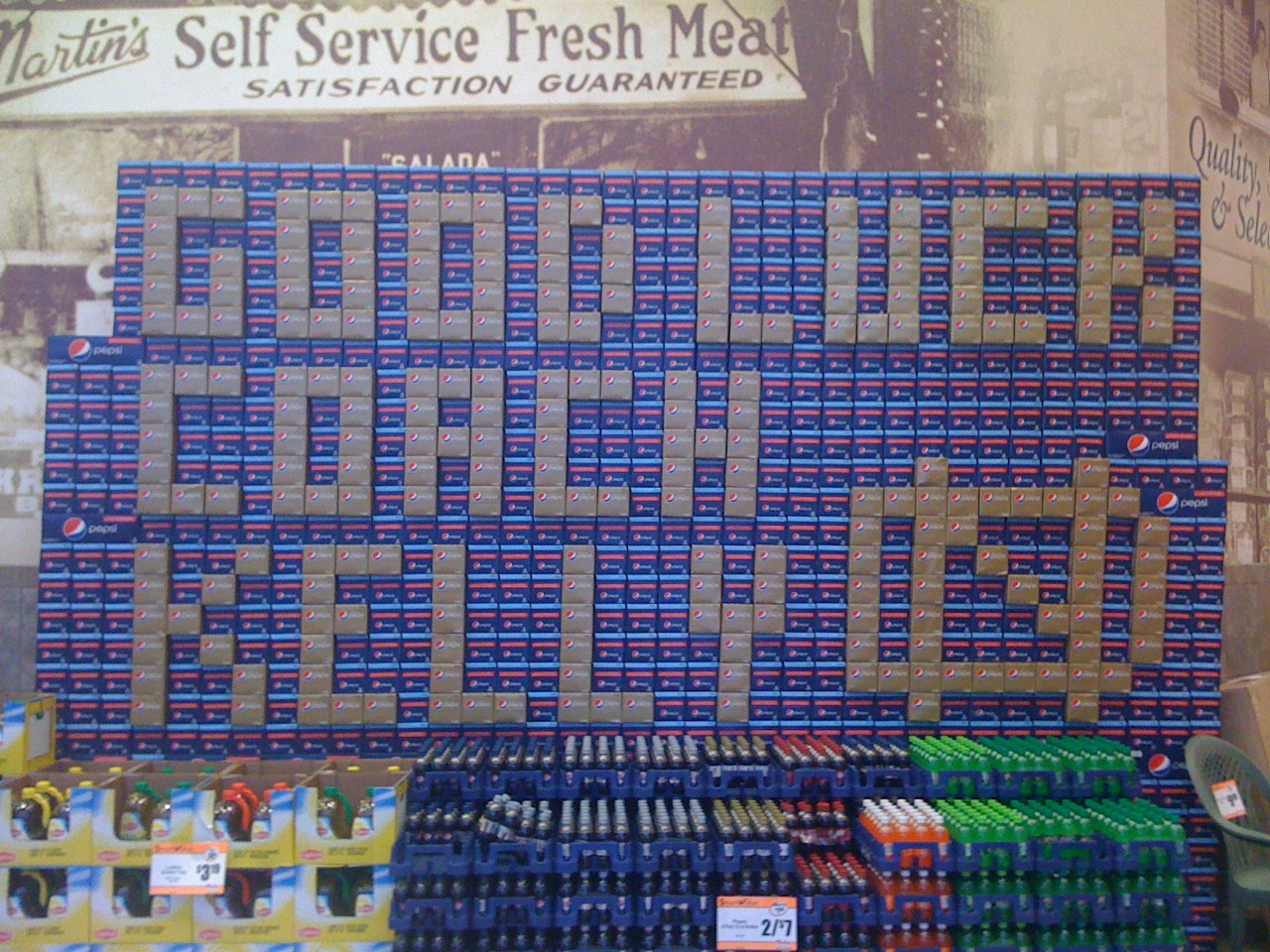
Affiche Pepsi en août 2010 au supermarché Martins de Granger, avant le premier match de Kelly avec Notre Dame.

Le 10 décembre 2009, Kelly déclare qu'il a accepté de remplacer Charlie Weis comme entraîneur principal de Notre Dame.
Il décide dès lors de ne pas diriger les Bearcats de Cincinnati lors du Sugar Bowl du 1er janvier 2010.

### Saison 2010
La première saison régulière dirigée par Kelly se termine sur un bilan de 7 victoires et 5 défaites. Invités à jouer le Sun Bowl 2010, les Irish sont battus 33 à 17 par les Hurricanes de Miami.

### Saison 2011
La saison régulière 2011 se termine par un bilan de 8 victoires et 4 défaites. Invités à jouer le Citrus Bowl 2011, les Fighting Irish perdent le bowl 14 à 18 des œuvres des Seminoles de Florida State.

### Saison 2012
Les Irish terminent la saison régulière invaincus (bilan de 12 victoires) et sont repris no 1 aux classements AP et Coaches. Ils disputent le  BCS National Championship Game 2013 qu'ils perdent 42 à 14 des œuvres du Crimson Tide de l'Alabama. Après cette défaite, Notre Dame termine no 3 du classement Coaches et no 4 du classement Associated Press.

### Saison 2013
Les Irish terminent la saison régulière avec un bilan de 8 victoires pour 4 défaites. Ils sont invités à jouer le Pinstripe Bowl 2013 qu'ils gagnent 29 à 16 en battant les Scarlet Knights de Rutgers. Ils terminent no 20 au classement AP et no 24 au classement Coaches.

### Saison 2014
Les Irish terminent la saison régulière avec un bilan de 7 victoires pour 5 défaites. Ils sont invités à jouer le Music City Bowl 2014 qu'ils gagnent en battant 31 à 28 les Tigers de LSU. Ils ne sont pas classés aux classements AP et Coaches.

### Saison 2015
L'équipe termine la saison régulière avec un bilan de 10 victoires pour 2 défaites. Ils sont alors classés no 6 au classement du College Football Playoff et no 4 des classements AP et Coaches. Ils sont invités à jouer le Fiesta Bowl 2016 qu'ils perdent en 44 à 28 des œuvres des Buckeyes d'Ohio State. Ils terminent classés après le bowl, no 8 au classement du College Football Playoff, no 9 au classement AP et no 8 au classement Coaches.

### Saison 2016
En 2016, Notre Dame termine la saison avec 4 victoires pour 8 défaites ce qui constitue le pire bilan de la décennie. Les Irish de Kelly perdent trois matchs alors qu'ile menaient de 10 points à la pause mais perdent également trois matchs contre des équipes qui ne seront finalement pas éligibles pour un bowl en fin de saison. Kelly doit faire face plus particulièrement à la critique après la défaite (10 à 3) chez le Wolfpack de North Carolina State. Lors de ce match, Kelly appèle 31 jeux à la passe alors que les conditions climatiques sont épouvantables en cause de l'Ouragan Matthew. Cela se termine avec un bilan de 17 passes non complètées et 5 sacks, pour un gain global de seulement 113 yards en attaque. Après le match, Kelly se plaint des snap attroces effectués par son Centre Sam Mustipher. Notre Dame apportera ensuite un changement au niveau de la défense en congédiant le coordinateur défensif Brian van Gorder après une nouvelle défaite 35 à 38 chez les Blue Devils de Duke.

### Saison 2017
En 2017, les Irish finissent la saison régulière avec un bilan de 10 victoires pour 3 défaites dont une victoire contre les Tigers de LSU à l'occasion du 
Citrus Bowl 2018. Longtemps considérés comme des candidats au College Football Playoff malgré leur défaite initiale contre 19 à 20 contre les Bulldogs de la Géorgie futurs champions de la SEC. Après un bilan provisoire de 8-1, ils perdent néanmoins deux des trois derniers matchs contre Miami et Stanford. Ils remportent finalement le Citrus Bowl 2018 21 à 17 joué contre les Tigers de LSU.

### Saison 2018
Les Irish remportent 24 à 17 leur match inaugural joué contre les Wolverines du Michigan et seront invaincus en saison régulière. Il s'agit de leur première saison sans défaite depuis la saison 2012. Ils sont classés no 3 du pays et participent à leur premier College Football Playoff. Ils sont battus 3 à 30 en demi-finale par les Tigers de Clemson, futurs champions nationaux.

### Saison 2019
Les Irishs perdent contre les Bulldogs de la Géorgie et les Wolverines du Michigan en saison régulière (9-2). Ils remportent ensuite 33 à 9 le Camping World Bowl 2019 disputé contre les Cyclones d'Iowa State.

### Saison  2020
À la suite de la Pandémie de Covid-19 et à l'annulation de plusieurs matchs initialement programmés, Notre Dame intègre  l'Atlantic Coast Conference (ACC) pour la saison 2020. Les Irish remportent leurs dix matchs de saison régulière mais sont battus par les Tigers de Clemson lors de la finale de conférence ACC alors qu'ils les avaient battus en saison régulière. Classés 4e équipe du pays, ils participent au College Football Playoff mais perdent la demi-finale 31-14 disputée contre les no 1 du Crison Tide de l'Alabama.

### Saison 2021
Au début de sa 11e saison, les Fighting Irish sont classés dans le Top 10 après une apparition dans le College Football Playoff 2020. Ils terminent la saison régulière avec un bilan de 11 victoires pour une défaite. Kelly démissionne ensuite pour s'engager avec les Tigers de LSU.
Kelly termine sa carrière à Notre Dame avec un bilan de 92 victoires pour 39 défaites.

## Louisiana State
Le 30 novembre 2021, Kelly devient le 33e entraîneur principal des Tigers de LSU en remplacement de Ed Orgeron (en),. Kelly déclare « vouloir être avec les meilleurs » et s'engager envers « l'excellence, les traditions riches, la fierté et la passion inégalées du football LSU »,. Il triple également le montant de son salaire, passant de 2,67 millions de dollars en 2021 à 9 millions en 2022,.

### Saison 2022
Kelly fait ses débuts avec LSU par une défaite 23 à 24 contre les Seminoles de Florida State à la suite d'une conversion de touchdown à un point bloquée par FSU empêchant le match d'aller en prolongation. Il remporte son premier match avec LSU la semaine suivante, en battant 65 à 17 les Jaguars de Southern (en) (équipe de FCS). Il remporte les trois matchs suivants, perd contre les no 8 des Volunteers du Tennessee et remporte ensuite cinq matchs dont celui gagné 45 à 40 contre les no 7 des Rebels d'Ole Miss et celui gagné 32 à 31 en prolongation contre les no 6 du Crimson Tide de l'Alabama,,. Malgré une défaite contre les Aggies de Texas A&M lors du dernier match de la saison régulière, LSU remporte la division West de la SEC. Les Tigers perdent 30 à 50 la finale de conférence SEC disputée contre les no 1 des Bulldogs de la Géorgie. Invités au Citrus Bowl 2023, LSU bat Purdue sur le score de 63 à 7 permettant à Kelly d'afficher un bilan de 10 victoires pour 4 défaite au terme de sa première saison avec les Tigers. À l'occasion de cette rencontre, LSU a établi plusieurs records du Citrus Bowl dont celui du plus grand nombre de points inscrits (63), celui de la plus grande marge de victoire (56 points) et celui du plus grand nombre de yards gagnés en attaque (594). Les Tigers terminent 16e du pays au classement final de l'Associated Press.

### Saison 2023
Bien que classés 5e par l'AP avant le début de saison,, Kelly et les Tigers perdent 24 à 45 leur premier match contre Florida State. Ils remportent trois victoires consécutives avant de perdre à nouveau contre les no 20 d'Ole Miss
,. Après une nouvelle série de trois victoires (dont celle gagnée 49 à 39 contre l'équipe alors invaincue de Missouri), les Tigers perdent 28 à 42 le match joué contre Alabama,,. Ils terminent la saison régulière par trois victoires ce qui leur permet de disputer le ReliaQuest Bowl 2024 où ils battent Wisconsin 35 à 31. Kelly termine sa deuxième saison à LSU avec un bilan de 10 victoires pour 3 défaites.

### Saison 2024
Kelly entame sa 3e saison en tant qu'entraîneur principal de LSU, son équipe étant classée 13e par l'Associated Poll
,.
Il perd le premier match en déplacement chez les Trojans de l'USC 20 à 27.

## Palmarès
(dernière mise à jour en fin de saison 2023)
- 3 titres de champion de la Midwest Intercollegiate Football Conference (en) (MIFC) : 1992, 1997, 1998 ;
- 3 titres de champion de la Great Lakes Intercollegiate Athletic Conference (en) (GLIAC) : 2001, 2002, 2003 ;
- 1 titre de champion de la Mid-American Conference (MAC) : 2006 ;
- 2 titres de champion de la Big East Conference : 2008, 2009 ;
- 1 titre de champion de la division West de la Southeastern Conference (SEC) en 2022.

- Apparitions en série éliminatoire :
  - Division II (NCAA) : 11-4
  - College Football Playoff (NCAA Division I FBS) : 0-2

- Bilan des bowls : 8-5
- Bilan matchs dirigés : 283–103–2[Note 1]

## Récompenses
- Entraîneur de l'année 2020 de l'Atlantic Coast Conference (ACC) ;
- Prix The Home Depot Coach of the Year Award 2009, 2012 et 2018 de l'entraîneur de l'année décerné par les commentateurs d'ESPN et d'ABC[42],[43] ;
- Entraîneur de la saison universitaire 2012 et 2018 selon l'Associated Press[44] ;
- Prix Walter Camp 2012 de l'entraîneur de l'année[45] ;
- Prix Bobby Dodd 2018 de l'entraîneur de l'année en football universitaire ;
- Trophée Eddie Robinson 2012 de l'entraîneur de l'année décerné par l'association des journalistes américain de football américain (Football Writers Association of America)[45] ;
- Entraîneur de l'année 2007, 2008 et 2009 de la Big East Conference[46] ;
- Intronisé le 7 juin 2009 au Football Hall of Fame des Lakers de Grand Valley State[47] ;
- Intronisé le 22 août 2006 au College Hall of Fame d'Assumption[48] ;
- Prix 2002 de l'entraîneur de l'année de la Division II de la NCAA par l'association des journalistes américain de football américain (Football Writers Association of America)[49] ;
- Prix 2003 de l'entraîneur de l'année décerné par l'association des entraîneurs de Division II de la NCAA (American Football Coaches Association Division II)[49].

## Statistiques
| Années | Équipes                      | Bilan global    | Bilan en conférence | Place en conférence | Bowls/Playoffs                    | # Coaches ^     | # AP ^          |
| --- | ---------------------------- | --------------- | ------------------- | ------------------- | --------------------------------- | --------------- | --------------- |
| Grand Valley State Lakers (Midwest Intercollegiate Football Conference) (1991–1998)                                     |                              |                 |                     |                     |                                   |                 |                 |
| 1991 | Grand Valley State           | 9–3             | 8–2                 | 2e                  | P NCAA Division II 1er Tour       |                 |                 |
| 1992 | Grand Valley State           | 8–3             | 8–2                 | 1er                 |                                   |                 |                 |
| 1993 | Grand Valley State           | 6–3–2           | 6–2–2               | 3e                  |                                   |                 |                 |
| 1994 | Grand Valley State           | 8–4             | 8–2                 | 2e                  | P NCAA Division II 1er Tour       |                 |                 |
| 1995 | Grand Valley State           | 8–3             | 8–2                 | 2e                  |                                   |                 |                 |
| 1996 | Grand Valley State           | 8–3             | 8–2                 | 2e                  |                                   |                 |                 |
| 1997 | Grand Valley State           | 9–2             | 9–1                 | 1er                 |                                   |                 |                 |
| 1998 | Grand Valley State           | 9–3             | 9–1                 | 1er                 | P NCAA Division II 1er Tour       |                 |                 |
| Grand Valley State Lakers (Great Lakes Intercollegiate Athletic Conference) (1999–2003)                                 |                              |                 |                     |                     |                                   |                 |                 |
| 1999 | Grand Valley State           | 5–5             | 5–4                 | 7e                  |                                   |                 |                 |
| 2000 | Grand Valley State           | 7–4             | 7–3                 | 3e                  |                                   |                 |                 |
| 2001 | Grand Valley State           | 13–1            | 9–0                 | 1er                 | P Vice-champion NCAA Division II  | 2               |                 |
| 2002 | Grand Valley State           | 14–0            | 9–0                 | 1er                 | G Champion NCAA Division II       | 1               |                 |
| 2003 | Grand Valley State           | 14–1            | 9–1                 | 2e                  | G Champion NCAA Division II       | 1               |                 |
| Bilan à Grand Valley State :                                                                                            | Bilan à Grand Valley State : | 118–35–2        | 103–22–2            |                     |                                   |                 |                 |
| Chippewas de Central Michigan (Mid-American Conference) (2004–2006)                                                     |                              |                 |                     |                     |                                   |                 |                 |
| 2004 | Central Michigan             | 4–7             | 3–5                 | 5e (West)           |                                   |                 |                 |
| 2005 | Central Michigan             | 6–5             | 5–3                 | 4e (West)           |                                   |                 |                 |
| 2006 | Central Michigan             | 9–4             | 7–1                 | 1er (West)          | Motor City Bowl                   |                 |                 |
| Bilan à Central Michigan :                                                                                              | Bilan à Central Michigan :   | 19–16           | 15–9                |                     |                                   |                 |                 |
| Bearcats de Cincinnati (Big East Conference) (2006–2009)                                                                |                              |                 |                     |                     |                                   |                 |                 |
| 2006 | Cincinnati                   | 1–0             | 0–0                 | -                   | G International Bowl              |                 |                 |
| 2007 | Cincinnati                   | 10–3            | 4–3                 | 3e                  | G Papajohns.com Bowl              | 20              | 17              |
| 2008 | Cincinnati                   | 11–3            | 6–1                 | 1er                 | P Orange Bowl                     | 17              | 17              |
| 2009 | Cincinnati                   | 12–0            | 7–0                 | 1er                 | P Sugar Bowl                      | 4               | 4               |
| Bilan à Cincinnati : | Bilan à Cincinnati :         | 34–6            | 17–4                |                     |                                   |                 |                 |
| Fighting Irish de Notre Dame (NCAA Division I FBS independent) (2010–2019)                                              |                              |                 |                     |                     |                                   |                 |                 |
| 2010 | Notre Dame                   | 8–5             | -                   | -                   | G Sun Bowl                        |                 |                 |
| 2011 | Notre Dame                   | 8–5             | -                   | -                   | P Champs Sports Bowl              |                 |                 |
| 2012 | Notre Dame                   | 12–1            | -                   | -                   | P BCS NCG                         | 3               | 4               |
| 2013 | Notre Dame                   | 9–4             | -                   | -                   | G Pinstripe Bowl                  | 24              | 20              |
| 2014 | Notre Dame                   | 8–5             | -                   | -                   | G Music City Bowl                 |                 |                 |
| 2015 | Notre Dame                   | 10–3            | -                   | -                   | P Fiesta Bowl 2016                | 12              | 11              |
| 2016 | Notre Dame                   | 4-8             | -                   | -                   | -                                 |                 |                 |
| 2017 | Notre Dame                   | 10-3            | -                   | -                   | G Citrus Bowl 2018                | 11              | 11              |
| 2018 | Notre Dame                   | 12-1            | -                   | -                   | P Cotton Bowl 2018 (½ finale CFP) | 5               | 5               |
| 2019 | Notre Dame                   | 11-2            | -                   | -                   | G Camping World Bowl 2019         | 11              | 12              |
| Fighting Irish de Notre Dame (Atlantic Coast Conference) (2020)                                                         |                              |                 |                     |                     |                                   |                 |                 |
| 2020 | Notre Dame                   | 10-2            | 9-0                 | 1er                 | P Rose Bowl 2021 (½ finale CFP)   | 5               | 5               |
| Fighting Irish de Notre Dame (NCAA Division I FBS independent) (2021)                                                   |                              |                 |                     |                     |                                   |                 |                 |
| 2021 | Notre Dame                   | 11-1            | -                   | -                   | P Fiesta Bowl 2022                | 9               | 8               |
| Bilan à Notre Dame : | Bilan à Notre Dame :         | 92–39           | 9-0                 |                     |                                   |                 |                 |
| Tigers de LSU (Southeastern Conference-Western Division) (depuis 2022)                                                  |                              |                 |                     |                     |                                   |                 |                 |
| 2022 | LSU                          | 10–4            | 6–2                 | 1er à égalité       | G Citrus Bowl 2023                | 15              | 16              |
| 2023 | LSU                          | 10–3            | 6–2                 | 2e à égalité        | G ReliaQuest Bowl 2024            | 12              | 12              |
| 2024 | LSU                          | Saison en cours | Saison en cours     | Saison en cours     | Saison en cours                   | Saison en cours | Saison en cours |
| Bilan à Louisiana State                                                                                                 | Bilan à Louisiana State      | 20–7            | 12–4                |                     |                                   |                 |                 |
| Bilan total : | Bilan total :                | 283–103–2       |                     |                     |                                   |                 |                 |
| ^ signifie places finales aux classements AP et Coaches (après les bowls ou matchs de playoff) G = victoire P = défaite |                              |                 |                     |                     |                                   |                 |                 |

Notes :
1. 1 2 3 4 5 6 7  En 2018, Notre Dame est forcée de renoncer à ses 12 victoires acquises en saison 2012 et ses 9 victoires acquises en saison 2013 dont leur victoire lors du Pinstripe Bowl.
2. 1 2  Kelly quitte Central Michigan pour Cincinnati avant le bowl; Jeff Quinn est désigné comme intérimaire et dirige l'équipe lors du Motor City Bowl 2006.
3. 1 2  Kelly quitte Cincinnati pour Notre Dame avant le bowl; Jeff Quinn est désigné intérimaire pour diriger Cincinnati lors du Sugar Bowl 2010.
4. ↑  Kelly quitte Notre Dame pour LSU avant le bowl et c'est Marcus Freeman qui est désigné intérimaire pour le diriger.

## Vie privée
Kelly est marié avec Paqui. De cette union sont nés 4 enfants, Patrick, Grace, Kenzel et Sarah.
Paqui, après avoir surmonté et vaincu un cancer du sein, crée la Fondation Kelly (Kelly Cares Foundation(en)).